# Filmografia Jamesa Stewarta

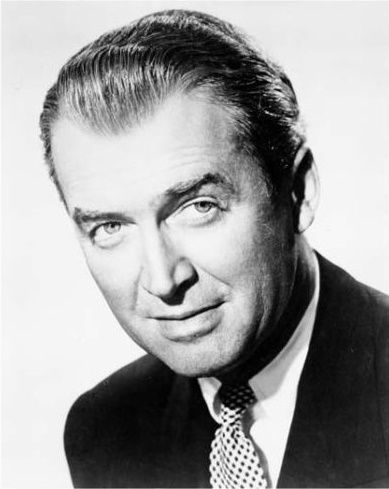
James Stewart na fotosie promocyjnym (lata 50.)

James Stewart (1908–1997) w trwającej 63 lata karierze występował w filmach, radiu, telewizji i na scenie. Pojawił się w 82 produkcjach fabularnych. Pięciokrotnie uzyskiwał nominację do nagrody Akademii Filmowej i trzykrotnie do Złotego Globu, z czego zdobył jedną statuetkę Oscara oraz jedną nagrodę Hollywoodzkiego Stowarzyszenia Prasy Zagranicznej. Uznawany jest za jednego z najwybitniejszych aktorów w historii kinematografii amerykańskiej i „Złotej Ery Hollywood”.
Karierę rozpoczynał na początku lat 30. od występów na Broadwayu, zbierając pozytywne oceny krytyków za kreacje w sztukach Goodbye Again (1932/1933) czy Yellow Jack (1934). Pełnometrażowym debiutem Stewarta na dużym ekranie był występ w dramacie kryminalnym Morderca (1935). W latach 30. występował głównie w produkcjach z gatunku komedii romantycznych, partnerując w głównych rolach Jean Harlow w Żonie czy sekretarce (1936) i Janet Gaynor w Small Town Girl (1936). Istotnym punktem w początkowych latach jego kariery była kreacja Johna „Trucka” Crossa w dramacie sportowym Navy Blue and Gold (1937).
W 1938 nawiązał współpracę z Frankiem Caprą, występując w dwóch przełomowych filmach – komedii romantycznej Cieszmy się życiem (1938) z Jean Arthur, dzięki której zyskał status gwiazdy, i w politycznym komediodramacie Pan Smith jedzie do Waszyngtonu (1939), który przyniósł mu pierwszą nominację do nagrody Akademii Filmowej w kategorii dla najlepszego aktora pierwszoplanowego. Do pozostałych ważnych produkcji Stewarta z lat 30. i 40. zalicza się western Destry znowu w siodle (1939) z Marlene Dietrich, komedie romantyczne Sklep za rogiem z Margaret Sullavan i Filadelfijska opowieść (1940), gdzie partnerował w głównych rolach Cary’emu Grantowi i Katharine Hepburn, a jego kreacja reportera Macaulaya Connora przyniosła mu Oscara w kategorii dla najlepszego aktora pierwszoplanowego, oraz dramat z elementami fantasy To wspaniałe życie (1946) z Donną Reed.
W latach 50. zmienił wizerunek ekranowy, odchodząc od komedii romantycznej na rzecz bardziej mroczniejszych ról. Nawiązał współpracę z Anthonym Mannem, występując w wyreżyserowanym przez niego przebojowym westernie Winchester ’73 (1950). Uznanie przyniosła mu główna rola w komediodramacie fantasy Harvey (1950), za którą był nominowany do Oscara i Złotego Globu, i kreacja szeryfa Howarda Kempa w westernie Naga ostroga (1953) razem z Janet Leigh. Dzięki współpracy z Alfredem Hitchcockiem stworzył w dreszczowcach psychologicznych Okno na podwórze (1954), gdzie partnerowała mu Grace Kelly, i Zawrót głowy (1958), razem z Kim Novak, kreacje o bardziej skomplikowanej osobowości. Do ważnych filmów w późniejszym etapie kariery Stewarta zalicza się kryminalny dramat sądowy Anatomia morderstwa (1959) oraz westerny Jak zdobywano Dziki Zachód i Człowiek, który zabił Liberty Valance’a (1962). W latach 70. występował głównie w telewizji; za rolę w serialu Hawkins (1973–1974) otrzymał Złotego Globa dla najlepszego aktora w serialu dramatycznym.
W latach 1950, 1952–1959 i 1965 był notowany w pierwszej dziesiątce najbardziej dochodowych amerykańskich aktorów. Dziesięć filmów z jego udziałem było zestawianych w pierwszej dziesiątce podsumowań roku w box offisie w Stanach Zjednoczonych, z czego Największe widowisko świata (1952), Okno na podwórze i Jak zdobywano Dziki Zachód osiągały najwyższą pozycję. Dwadzieścia sześć filmów, w których Stewart wziął udział, było nominowanych przynajmniej do jednego Oscara, a dziewięć z nich zdobyło co najmniej jedną statuetkę. Czterdzieści pięć produkcji z udziałem aktora, po uwzględnieniu inflacji, przekroczyło sumę 100 milionów dolarów dochodu z biletów na rynku krajowym.

## Filmografia

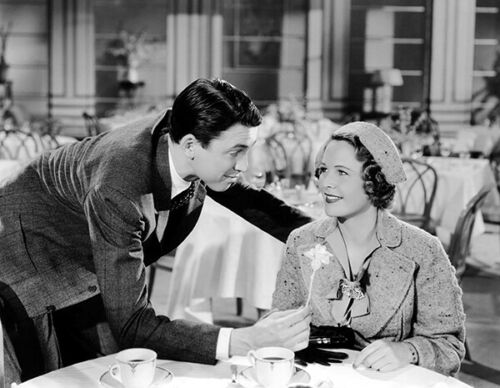
James Stewart i Wendy Barrie w filmie Speed (1936)

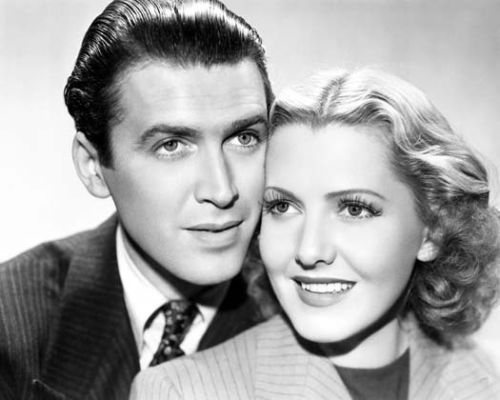
Stewart i Arthur na fotosie z filmu Pan Smith jedzie do Waszyngtonu (1939)

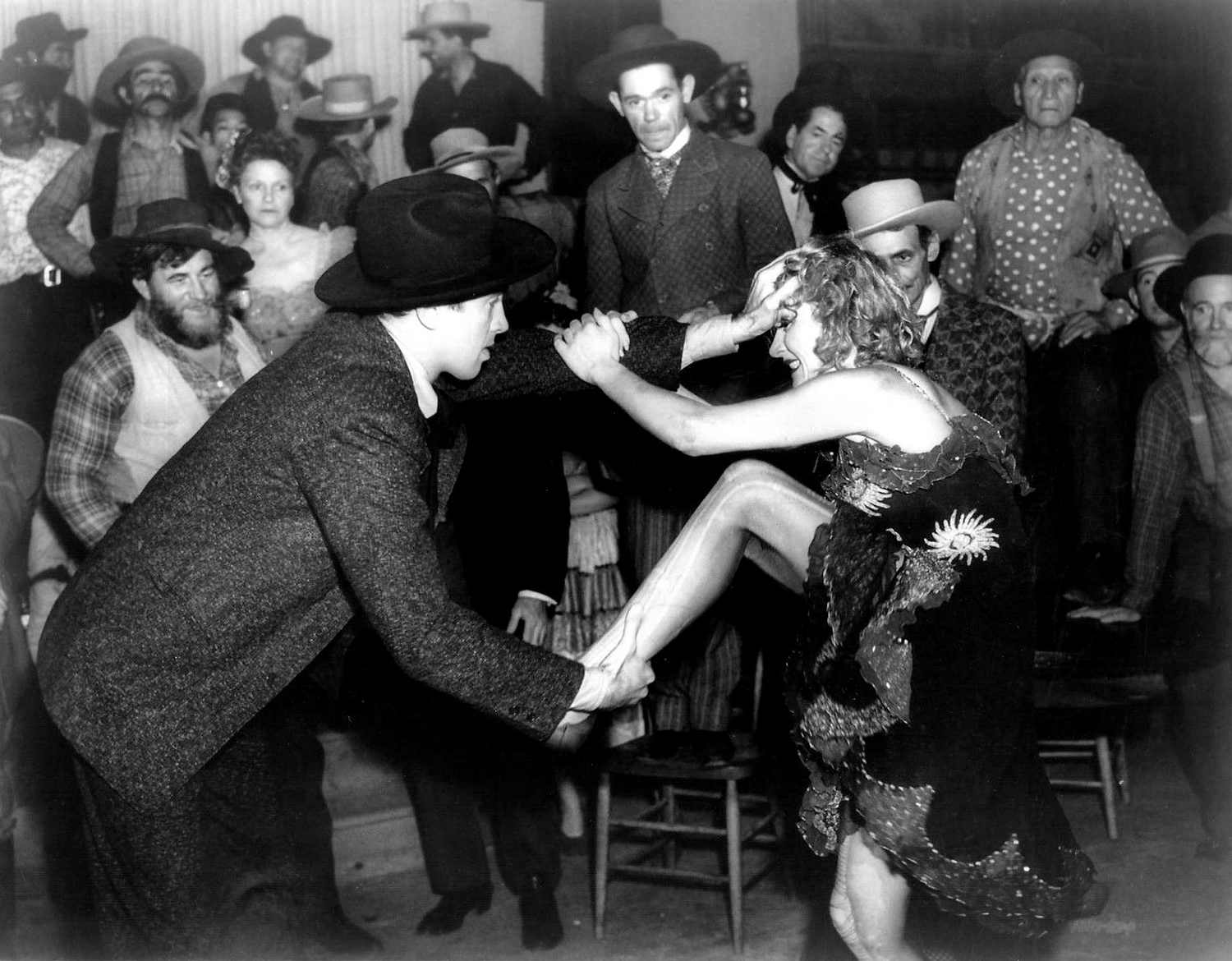
Stewart i Marlene Dietrich w filmie Destry znowu w siodle (1939)

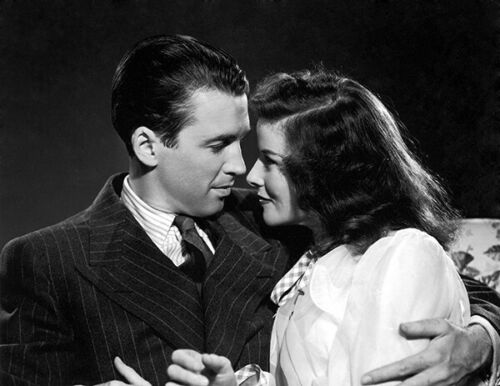
James Stewart i Katharine Hepburn w filmie Filadelfijska opowieść (1940)

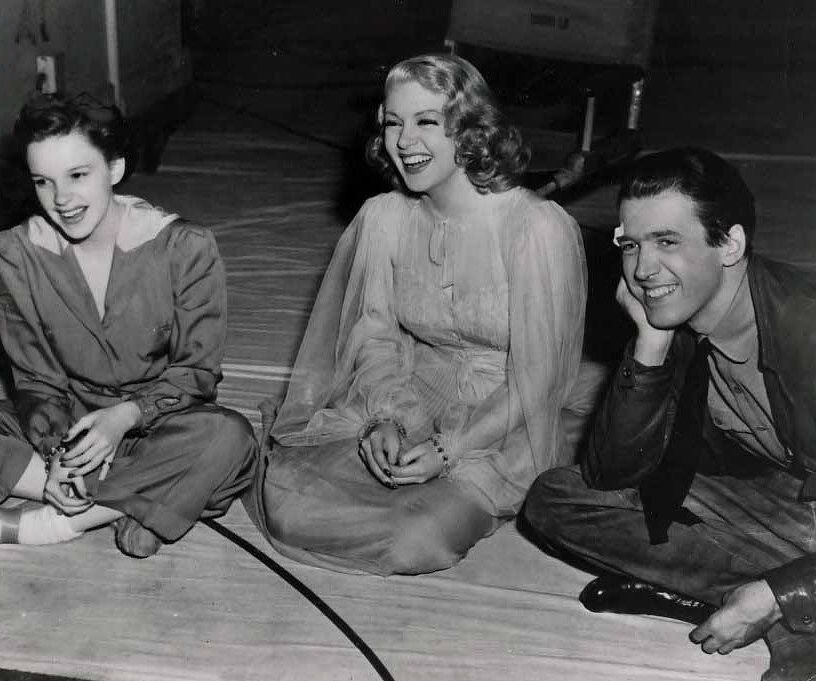
Judy Garland, Lana Turner i Stewart na planie Kulis wielkiej rewii (1941)

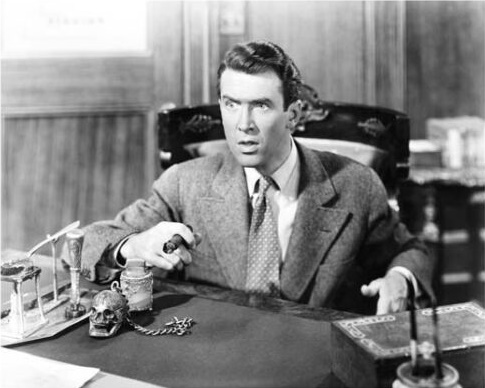
James Stewart jako George Bailey w filmie To wspaniałe życie (1946)

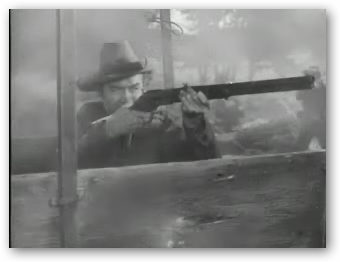
James Stewart w scenie z westernu Winchester ’73 (1950)

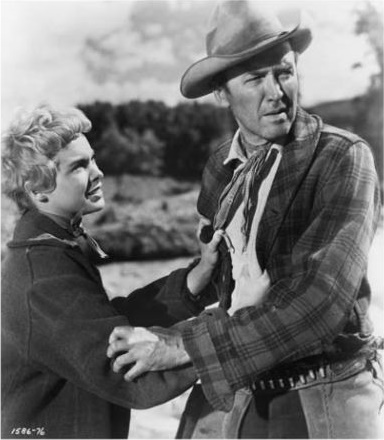
Janet Leigh i James Stewart w filmie Naga ostroga (1953)

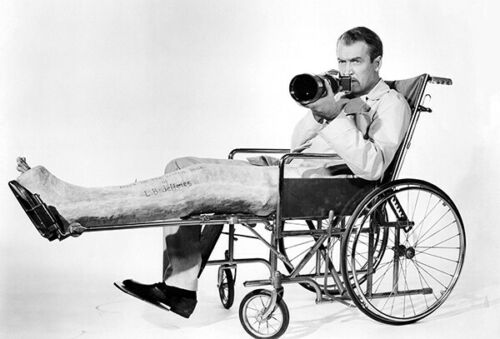
James Stewart na fotosie z filmu Okno na podwórze (1954)

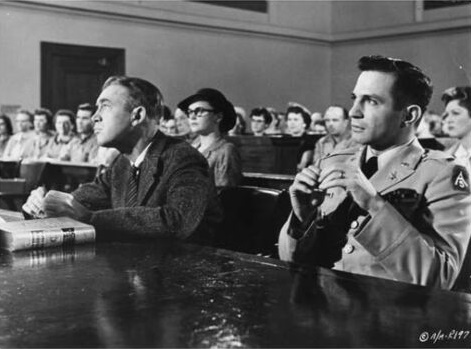
James Stewart i Ben Gazzara w filmie Anatomia morderstwa (1959)

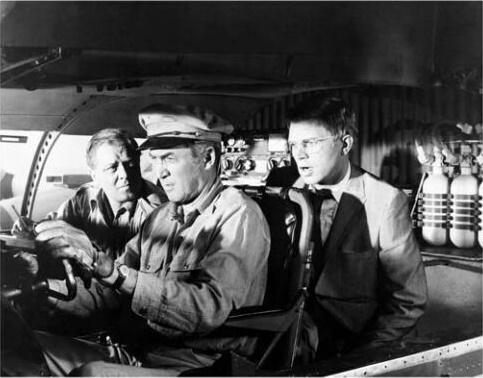
Richard Attenborough, James Stewart i Hardy Krüger w scenie z filmu Start Feniksa (1965)

| Rok  | Tytuł                                         | Rola                                     | Tytuł oryg. / uwagi                                                  | Źr      |
| ---- | --------------------------------------------- | ---------------------------------------- | -------------------------------------------------------------------- | ------- |
| 1934 | Art Trouble                                   | Jack Burton                              | film krótkometrażowy, niewym. w czołówce                             | [ 32 ]  |
| 1935 | Morderca                                      | „Shorty”                                 | The Murder Man                                                       | [ 33 ]  |
| 1936 | Next Time We Love                             | Christopher Tyler                        |                                                                      | [ 34 ]  |
| 1936 | Rose Marie                                    | Jack Flower                              | [ 35 ]                                                               |         |
| 1936 | Żona czy sekretarka                           | Dave                                     | Wife vs. Secretary (Wife versus Secretary)                           | [ 36 ]  |
| 1936 | Small Town Girl                               | Elmer Clampett                           |                                                                      | [ 37 ]  |
| 1936 | Speed                                         | Terry Martin                             | [ 39 ]                                                               |         |
| 1936 | Tylko raz kochała                             | Roderick „Rowdy” Dow                     | The Gorgeous Hussy                                                   | [ 40 ]  |
| 1936 | Urodzona do tańca                             | Ted Barker                               | Born to Dance                                                        | [ 41 ]  |
| 1936 | Od wtorku do czwartku                         | David Graham                             | After the Thin Man                                                   | [ 42 ]  |
| 1936 | Important News                                | Cornelius „Corn” Stevens                 | film krótkometrażowy                                                 | [ 32 ]  |
| 1937 | Siódme niebo                                  | Chico                                    | Seventh Heaven                                                       | [ 43 ]  |
| 1937 | The Last Gangster                             | Paul North                               | tytuł alt.: Another Public Enemy                                     | [ 44 ]  |
| 1937 | Navy Blue and Gold                            | John „Truck” Cross                       |                                                                      | [ 45 ]  |
| 1938 | W ludzkich sercach                            | Jason Wilkins                            | Of Human Hearts                                                      | [ 46 ]  |
| 1938 | Blond niebezpieczeństwo                       | profesor Peter Morgan Jr.                | Vivacious Lady                                                       | [ 47 ]  |
| 1938 | Listy z frontu                                | sierżant William „Texas” Pettigrew       | The Shopworn Angel                                                   | [ 48 ]  |
| 1938 | Screen Snapshots Series 17, No. 12            | on sam                                   | film dokumentalny, krótkometrażowy                                   | [ 49 ]  |
| 1938 | Cieszmy się życiem                            | Tony Kirby                               | You Can’t Take It with You                                           | [ 50 ]  |
| 1939 | Stworzeni dla siebie                          | John Horace Mason                        | Made for Each Other                                                  | [ 51 ]  |
| 1939 | Biała kawalkada                               | Larry Hall                               | The Ice Follies of 1939                                              | [ 52 ]  |
| 1939 | Ten cudowny świat                             | Guy Johnson                              | It’s a Wonderful World                                               | [ 53 ]  |
| 1939 | Hollywood Hobbies                             | on sam                                   | film dokumentalny, krótkometrażowy                                   | [ 54 ]  |
| 1939 | Pan Smith jedzie do Waszyngtonu               | Jefferson „Jeff” Smith                   | Mr. Smith Goes to Washington                                         | [ 56 ]  |
| 1939 | Destry znowu w siodle                         | Thomas Jefferson „Tom” Destry Jr.        | Destry Rides Again                                                   | [ 57 ]  |
| 1940 | Sklep za rogiem                               | Alfred Kralik                            | The Shop Around the Corner                                           | [ 58 ]  |
| 1940 | Śmiertelna zawierucha                         | Martin Breitner                          | The Mortal Storm                                                     | [ 59 ]  |
| 1940 | No Time for Comedy                            | Gaylord „Gay” Esterbrook                 |                                                                      | [ 60 ]  |
| 1940 | Filadelfijska opowieść                        | reporter Macaulay „Mike” Connor          | The Philadelphia Story                                               | [ 61 ]  |
| 1941 | Bądź ze mną                                   | Bill Smith                               | Come Live with Me                                                    | [ 62 ]  |
| 1941 | Pot o’ Gold                                   | James Hamilton „Jimmy” Haskel            |                                                                      | [ 63 ]  |
| 1941 | Kulisy wielkiej rewii                         | Gilbert „Gil” Young                      | Ziegfeld Girl                                                        | [ 65 ]  |
| 1942 | Fellow Americans                              | narrator                                 | film dokumentalny, krótkometrażowy                                   | [ 66 ]  |
| 1942 | Winning Your Wings                            | on sam                                   | propagandowy film dokumentalny, krótkometrażowy                      | [ 32 ]  |
| 1946 | American Creed                                | on sam                                   | film dokumentalny, krótkometrażowy                                   | [ 66 ]  |
| 1946 | To wspaniałe życie                            | George Bailey                            | It’s a Wonderful Life                                                | [ 68 ]  |
| 1947 | Thunderbolt                                   | narrator                                 | film dokumentalny                                                    | [ 66 ]  |
| 1947 | Magiczne miasto                               | Lawrence „Rip” Smith                     | Magic Town, tytuł alt.: The Magic City                               | [ 69 ]  |
| 1948 | Dzwonić Northside 777                         | reporter P.J. McNeal                     | Call Northside 777                                                   | [ 70 ]  |
| 1948 | On Our Merry Way                              | Slim                                     |                                                                      | [ 71 ]  |
| 1948 | Sznur                                         | Rupert Cadell                            | Rope                                                                 | [ 72 ]  |
| 1948 | 10,000 Kids and a Cop                         | narrator                                 | film dokumentalny                                                    | [ 66 ]  |
| 1948 | You Gotta Stay Happy                          | Marvin Payne                             |                                                                      | [ 73 ]  |
| 1949 | How Much Do You Owe?                          | narrator                                 | film krótkometrażowy                                                 | [ 74 ]  |
| 1949 | Historia Monty Strattona                      | Monty Stratton                           | The Stratton Story                                                   | [ 75 ]  |
| 1949 | Malaya                                        | John Royer                               |                                                                      | [ 76 ]  |
| 1950 | Winchester ’73                                | Lin McAdam                               | [ 77 ]                                                               |         |
| 1950 | Złamana strzała                               | kapitan Tom Jeffords                     | Broken Arrow                                                         | [ 78 ]  |
| 1950 | Wielka wygrana                                | William J. „Bill” Lawrence               | The Jackpot                                                          | [ 79 ]  |
| 1950 | Harvey                                        | Elwood P. Dowd                           |                                                                      | [ 32 ]  |
| 1950 | And Then There Were Four                      | narrator                                 | film krótkometrażowy                                                 | [ 80 ]  |
| 1951 | Nie ma autostrad w chmurach                   | inżynier Theodore Honey                  | No Highway in the Sky                                                | [ 81 ]  |
| 1952 | Największe widowisko świata                   | klaun Buttons                            | The Greatest Show on Earth                                           | [ 82 ]  |
| 1952 | Zakole rzeki                                  | Glyn McLyntock                           | Bend of the River                                                    | [ 83 ]  |
| 1952 | Carbine Williams                              | David Marshall „Marsh” Williams          |                                                                      | [ 84 ]  |
| 1953 | Naga ostroga                                  | szeryf Howard Kemp                       | The Naked Spur                                                       | [ 85 ]  |
| 1953 | Zatoka Sztormów                               | inżynier United States Navy Steve Martin | Thunder Bay                                                          | [ 86 ]  |
| 1954 | Tomorrow’s Drivers                            | narrator                                 | film krótkometrażowy                                                 | [ 49 ]  |
| 1954 | Historia Glenna Millera                       | Glenn Miller                             | The Glenn Miller Story                                               | [ 87 ]  |
| 1954 | Daleki kraj                                   | Jeff Webster                             | The Far Country                                                      | [ 88 ]  |
| 1954 | Okno na podwórze                              | L.B. „Jeff” Jeffries                     | Rear Window                                                          | [ 89 ]  |
| 1955 | Dowództwo lotnictwa strategicznego            | porucznik Robert „Dutch” Holland         | Strategic Air Command                                                | [ 90 ]  |
| 1955 | Mściciel z Laramie                            | Will Lockhart                            | The Man from Laramie                                                 | [ 88 ]  |
| 1956 | Człowiek, który wiedział za dużo              | doktor Benjamin „Ben” McKenna            | The Man Who Knew Too Much, remake filmu z 1934                       | [ 92 ]  |
| 1957 | W duchu St. Louis                             | Charles Lindbergh                        | The Spirit of St. Louis                                              | [ 93 ]  |
| 1957 | Nocne przejście                               | Grant McLaine                            | Night Passage                                                        | [ 94 ]  |
| 1958 | Zawrót głowy                                  | John „Scottie” Ferguson                  | Vertigo                                                              | [ 95 ]  |
| 1958 | Czarna magia na Manhattanie                   | Shepherd „Shep” Henderson                | Bell, Book and Candle                                                | [ 96 ]  |
| 1958 | Ambassador with Wings                         | narrator                                 | film krótkometrażowy                                                 | [ 74 ]  |
| 1959 | Anatomia morderstwa                           | Paul Biegler                             | Anatomy of a Murder                                                  | [ 97 ]  |
| 1959 | Historia FBI                                  | John Michael „Chip” Hardesty             | The FBI Story                                                        | [ 98 ]  |
| 1960 | The Mountain Road                             | major Baldwin                            |                                                                      | [ 96 ]  |
| 1961 | Dwaj jeźdźcy                                  | szeryf Guthrie McCabe                    | Two Rode Together                                                    | [ 99 ]  |
| 1961 | X–15                                          | narrator                                 | niewym. w czołówce                                                   | [ 80 ]  |
| 1962 | Jak zdobywano Dziki Zachód                    | Linus Rawlings                           | How the West Was Won                                                 | [ 100 ] |
| 1962 | Człowiek, który zabił Liberty Valance’a       | Ransom Stoddard                          | The Man Who Shot Liberty Valance                                     | [ 101 ] |
| 1962 | Mr Hobbs na urlopie                           | Roger Hobbs                              | Mr. Hobbs Takes a Vacation                                           | [ 102 ] |
| 1963 | Weź ją – jest moja                            | Frank Michaelson                         | Take Her, She’s Mine                                                 | [ 103 ] |
| 1964 | Jesień Czejenów                               | szeryf Wyatt Earp                        | Cheyenne Autumn                                                      | [ 104 ] |
| 1965 | Droga Brigitte                                | profesor Robert Leaf                     | Dear Brigitte                                                        | [ 105 ] |
| 1965 | Shenandoah                                    | Charlie Anderson                         | Dear Brigitte                                                        | [ 106 ] |
| 1965 | Start Feniksa                                 | kapitan Frank Towns                      | The Flight of the Phoenix                                            | [ 107 ] |
| 1966 | Szlachetna rasa                               | Sam Burnett                              | The Rare Breed                                                       | [ 108 ] |
| 1968 | Szeryf z Firecreek                            | szeryf Johnny Cobb                       | Firecreek                                                            | [ 109 ] |
| 1968 | Bandolero!                                    | Mace Bishop                              |                                                                      | [ 110 ] |
| 1970 | Klub Towarzyski Cheyenne                      | John O’Hanlan                            | The Cheyenne Social Club                                             | [ 66 ]  |
| 1971 | Błędne koło                                   | Mattie Appleyard                         | Fools’ Parade, tytuł alt.: Dynamite Man from Glory Jail              | [ 66 ]  |
| 1971 | Directed by John Ford                         | on sam                                   | film dokumentalny                                                    | [ 80 ]  |
| 1974 | To jest rozrywka!                             | narrator, on sam                         | tytuł oryg.: That’s Entertainment!, film, dokumentalny, musical      | [ 111 ] |
| 1976 | Sentimental Journey                           | narrator                                 | film dokumentalny, krótkometrażowy                                   | [ 80 ]  |
| 1976 | Rewolwerowiec                                 | doktor E.W. Hostetler                    | The Shootist                                                         | [ 66 ]  |
| 1977 | Port lotniczy ’77                             | Philip Stevens                           | Airport ‘77                                                          | [ 66 ]  |
| 1978 | Wielki sen                                    | generał Sternwood                        | The Big Sleep, remake filmu z 1946                                   | [ 66 ]  |
| 1978 | The Magic of Lassie                           | Clovis Mitchell                          |                                                                      | [ 66 ]  |
| 1980 | Zielony horyzont                              | stary człowiek                           | A Tale of Africa, tytuły alt.: The Green Horizon, Afurika Monogatari | [ 113 ] |
| 1991 | Amerykańska opowieść. Fievel jedzie na Zachód | szeryf Wylie Burp (głos)                 | film animowany, An American Tail: Fievel Goes West                   | [ 114 ] |

## Telewizja

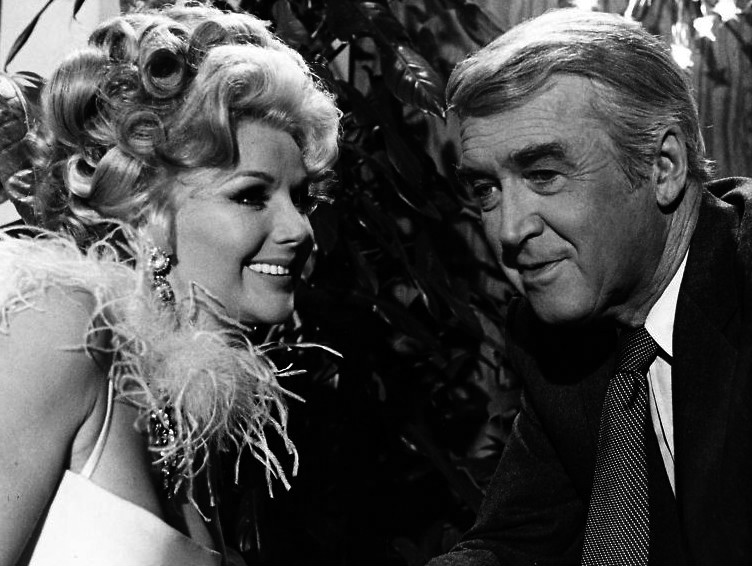
Chanin Hale i Stewart w sitcomie The Jimmy Stewart Show (1972)

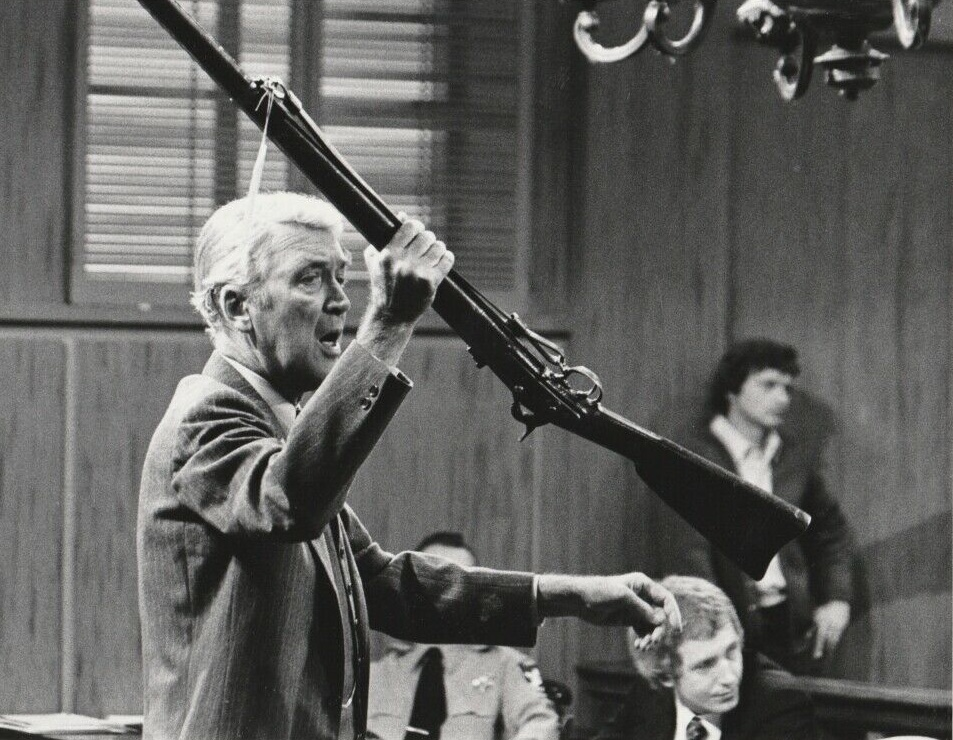
James Stewart w serialu Hawkins (1973–1974)

Poniższa tabela przedstawia wykaz wybranych występów Stewarta w różnych programach telewizyjnych, natomiast zawiera kompletny zbiór filmowych przedsięwzięć aktora, zrealizowanych dla telewizji:
| Rok       | Tytuł                                   | Rola                           | Informacje                                                                               | Stacja | Źr      |
| --------- | --------------------------------------- | ------------------------------ | ---------------------------------------------------------------------------------------- | ------ | ------- |
| 1952–1962 | The Jack Benny Program                  | on sam                         | Stewart wystąpił w siedmiu odcinkach w latach 1952–1964                                  | CBS    | [ 115 ] |
| 1955      | The Colgate Comedy Hour                 | on sam                         | odcinek z 12 czerwca 1955                                                                | NBC    | [ 115 ] |
| 1955–1957 | General Electric Theater                | Bart, Britt Ponset, Joe Newman | odcinki „The Windmill” (1955), „The Town with a Past” i „The Trail to Christmas” (1957)  | CBS    | [ 116 ] |
| 1959      | The Ed Sullivan Show                    | on sam                         | odcinek z 29 marca 1959                                                                  | CBS    | [ 117 ] |
| 1959      | Lux Playhouse                           | narrator                       | odcinek „Cowboy Five-Seven”, data emisji: 1 lipca 1959                                   | NBC    | [ 118 ] |
| 1959      | Startime                                | Azel Dorsey                    | odcinek „Cindy’s Fella”, data emisji: 15 grudnia 1959                                    | NBC    | [ 119 ] |
| 1962      | Alcoa Premiere                          | Slim Conway                    | odcinek „Flashing Spikes”, data emisji: 4 października 1962                              | ABC    | [ 113 ] |
| 1968      | The Dean Martin Show                    | on sam                         | odcinek z 5 grudnia 1968                                                                 | NBC    | [ 120 ] |
| 1971      | The American West of John Ford          | narrator                       | dokument telewizyjny poświęcony Johnowi Fordowi, data emisji: 5 grudnia 1971             | CBS    | [ 113 ] |
| 1971–1972 | The Jimmy Stewart Show                  | profesor James K. Howard       | sitcom, 24 odcinki                                                                       | NBC    | [ 113 ] |
| 1972      | Hallmark Hall of Fame                   | Elwood P. Dowd                 | film telewizyjny na podstawie sztuki Harvey z 1944                                       | NBC    | [ 113 ] |
| 1973–1974 | Hawkins                                 | Billy Jim Hawkins              | serial kryminalny, 7 odcinków                                                            | CBS    | [ 113 ] |
| 1974      | Historia II wojny światowej             | on sam                         | dokumentalny serial telewizyjny, odcinek ze stycznia 1974, tytuł oryg.: The World at War | ITV    | [ 121 ] |
| 1976      | An All-Star Tribute to John Wayne       | on sam                         | dokument poświęcony Johnowi Wayne’owi, data emisji: 27 października 1976                 | ABC    | [ 122 ] |
| 1979–1989 | The Tonight Show Starring Johnny Carson | on sam                         | począwszy od 1979, Stewart kilkunastokrotnie brał udział w programie Johnny’ego Carsona  | NBC    | [ 123 ] |
| 1980      | Gwiazdka pana Kruegera                  | pan Krueger                    | film telewizyjny, tytuł oryg.: Mr. Krueger’s Christmas                                   | NBC    | [ 74 ]  |
| 1983      | Z prawej strony drogi                   | Teddy Dwyer                    | film telewizyjny, tytuł oryg.: Right of Way                                              | HBO    | [ 113 ] |
| 1986      | Północ-Południe                         | Miles Colbert                  | miniserial, tytuł oryg.: North and South, Book II                                        | ABC    | [ 113 ] |

## Radio

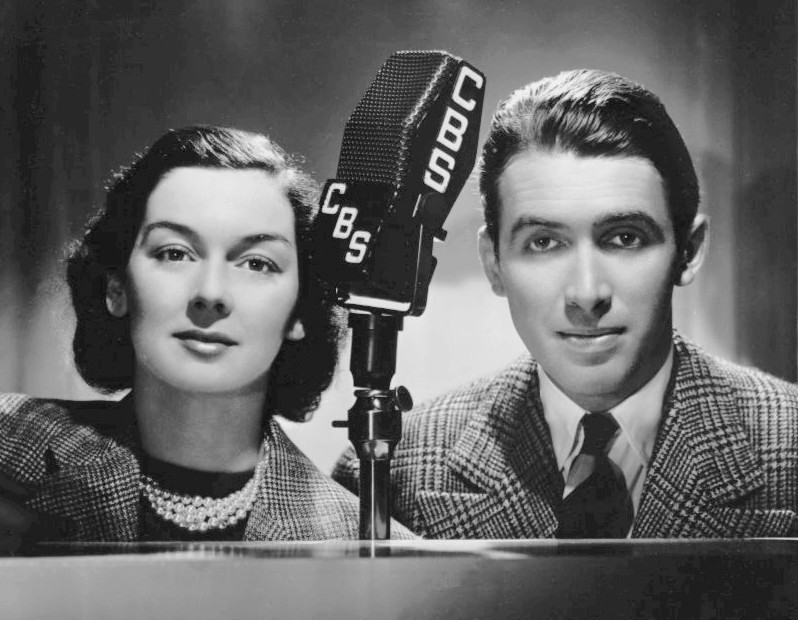
Rosalind Russell i James Stewart w CBS Radio (1937)

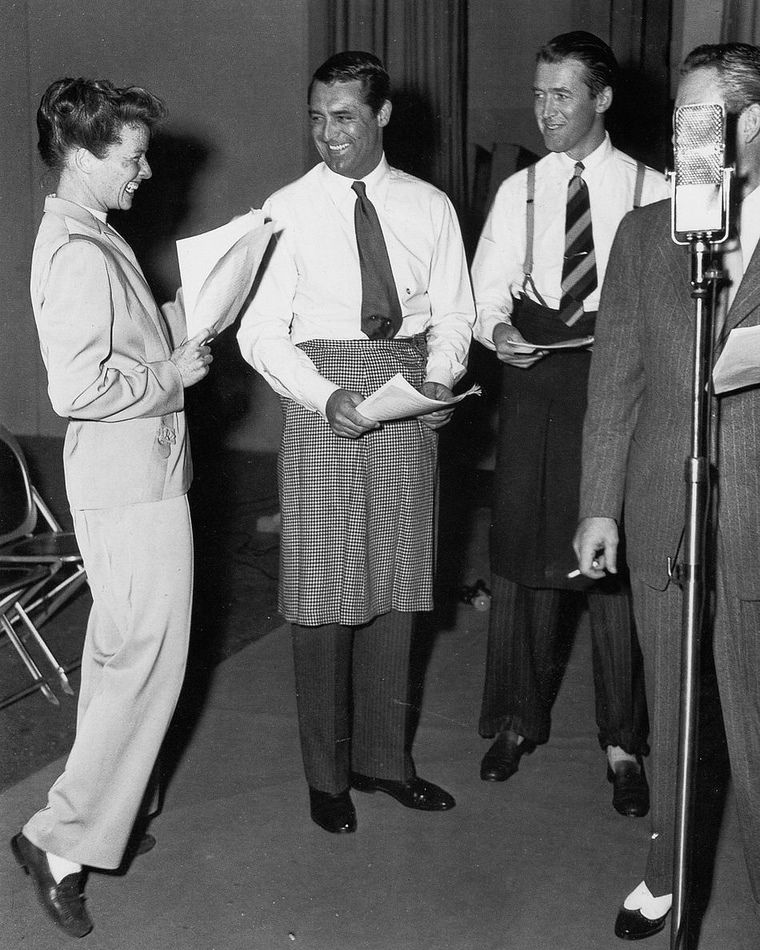
Katharine Hepburn, Cary Grant i James Stewart w radiowej adaptacji filmu Filadelfijska opowieść (1940) w Lux Radio Theatre, 20 lipca 1942

| Rok       | Program                                   | Odcinek                                             | Data emisji                      | Źr      |
| --------- | ----------------------------------------- | --------------------------------------------------- | -------------------------------- | ------- |
| 1937      | Lux Radio Theatre                         | Madame X                                            | 14 czerwca 1937                  | [ 124 ] |
| 1937      | Silver Theater                            | First Love                                          | 3 października 1937              | [ 125 ] |
| 1937      | Silver Theater                            | First Love                                          | 10 października 1937             | [ 125 ] |
| 1937      | Silver Theater                            | First Love                                          | 17 października 1937             | [ 125 ] |
| 1937      | Silver Theater                            | First Love                                          | 24 października 1937             | [ 125 ] |
| 1937      | Good News of 1938                         | występ gościnny                                     | 30 grudnia 1937                  | [ 126 ] |
| 1938      | Silver Theater                            | Up from Darkness                                    | 23 października 1938             | [ 127 ] |
| 1939      | Silver Theater                            | Misty Mountain                                      | 22 stycznia 1939                 | [ 128 ] |
| 1939      | Silver Theater                            | Misty Mountain                                      | 29 stycznia 1939                 | [ 128 ] |
| 1939      | The Screen Guild Theater                  | Tailored By Toni                                    | 12 marca 1939                    | [ 129 ] |
| 1939      | The Screen Guild Theater                  | Going My Way                                        | 5 listopada 1939                 | [ 130 ] |
| 1940      | The Screen Guild Theater                  | Single Crossing                                     | 11 lutego 1940                   | [ 130 ] |
| 1940      | The Screen Guild Theater                  | Sklep za rogiem                                     | 29 września 1940                 | [ 130 ] |
| 1941      | Lux Radio Theatre                         | The Moon’s Our Home                                 | 10 lutego 1941                   | [ 131 ] |
| 1941      | We Hold These Truths                      | We Hold These Truths                                | 15 grudnia 1941                  | [ 132 ] |
| 1942      | Plays for Americans                       | A Letter at Midnight                                | 15 marca 1942                    | [ 133 ] |
| 1942      | This is War                               | Your Air Force                                      | 4 kwietnia 1942                  | [ 134 ] |
| 1942      | Lux Radio Theatre                         | Filadelfijska opowieść                              | 20 lipca 1942                    | [ 135 ] |
| 1945      | Lux Radio Theatre                         | Destry znowu w siodle                               | 5 listopada 1945                 | [ 136 ] |
| 1945      | Cavalcade of America                      | A Guy Who Had to Have a Horse                       | 12 listopada 1945                | [ 137 ] |
| 1945      | Theater of Romance                        | No Time for Comedy                                  | 20 listopada 1945                | [ 138 ] |
| 1945      | Lux Radio Theatre                         | Stworzeni dla siebie                                | 17 grudnia 1945                  | [ 138 ] |
| 1946      | Suspense                                  | Consequence                                         | 21 lutego 1946                   | [ 139 ] |
| 1947      | Family Theater                            | Flight from Home                                    | 13 lutego 1947                   | [ 134 ] |
| 1947      | Lux Radio Theatre                         | To wspaniałe życie                                  | 10 marca 1947                    | [ 140 ] |
| 1947      | The Screen Guild Theater                  | Filadelfijska opowieść                              | 17 marca 1947                    | [ 137 ] |
| 1947      | Church of the Air                         | Christs Way to Fullness of Life                     | 25 maja 1947                     | [ 134 ] |
| 1947      | Lux Radio Theatre                         | Magiczne miasto                                     | 15 grudnia 1947                  | [ 141 ] |
| 1948      | Philco Radio Time                         | występ gościnny                                     | 10 marca 1948                    | [ 142 ] |
| 1948      | Readers’ Digest Radio Edition             | One Way to Broadway                                 | 18 marca 1948                    | [ 143 ] |
| 1948      | The Colgate Sports Newsreel               | występ gościnny                                     | 23 lipca 1948                    | [ 137 ] |
| 1949      | Lux Radio Theatre                         | You Gotta Stay Happy                                | 17 stycznia 1949                 | [ 144 ] |
| 1949      | Philco Radio Time                         | występ gościnny                                     | 6 kwietnia 1949                  | [ 142 ] |
| 1949      | Screen Directors Playhouse                | To wspaniałe życie                                  | 8 maja 1949                      | [ 137 ] |
| 1949      | Suspense                                  | Consequence 2                                       | 19 maja 1949                     | [ 137 ] |
| 1949      | Lux Radio Theatre                         | Czerwona narzeczona                                 | 29 sierpnia 1949                 | [ 145 ] |
| 1949      | Suspense                                  | Mission Completed                                   | 1 grudnia 1949                   | [ 146 ] |
| 1949      | Screen Directors Playhouse                | Dzwonić Northside 777                               | 9 grudnia 1949                   | [ 146 ] |
| 1950      | Screen Directors Playhouse                | Magiczne miasto                                     | 6 stycznia 1950                  | [ 137 ] |
| 1950      | Lux Radio Theatre                         | Historia Monty Strattona                            | 13 lutego 1950                   | [ 146 ] |
| 1951      | Lux Radio Theatre                         | „When Johnny Comes Marching Home”                   | 26 lutego 1951                   | [ 147 ] |
| 1951      | Screen Directors Playhouse                | Next Time We Love                                   | 29 marca 1951                    | [ 137 ] |
| 1951      | Suspense                                  | The Rescue                                          | 19 kwietnia 1951                 | [ 137 ] |
| 1951      | Screen Directors Playhouse                | Wielka wygrana                                      | 26 kwietnia 1951                 | [ 137 ] |
| 1951      | Screen Directors Playhouse                | Złamana strzała                                     | 7 września 1951                  | [ 137 ] |
| 1951      | Lux Radio Theatre                         | Winchester ’73                                      | 12 listopada 1951                | [ 148 ] |
| 1952      | Lux Radio Theatre                         | Nie ma autostrad w chmurach                         | 28 kwietnia 1952                 | [ 149 ] |
| 1953      | Theatre Guild on the Air                  | O’Halloran’s Luck                                   | 1 marca 1953                     | [ 150 ] |
| 1953      | The Bing Crosby Show for General Electric | występ gościnny                                     | 12 marca 1953                    | [ 134 ] |
| 1953–1954 | The Six Shooter                           | cotygodniowe występy Stewarta w roli Britta Ponseta | 20 września 1953–24 czerwca 1954 | [ 151 ] |
| 1954      | The Six Shooter                           | Quiet City                                          | 4 lutego 1954                    | [ 137 ] |
| 1954      | Fibber McGee and Molly                    | Nature Hike                                         | 21 kwietnia 1954                 | [ 137 ] |
| 1954      | Fibber McGee and Molly                    | An Orchid Plant for Doc                             | 5 maja 1954                      | [ 137 ] |

## Scena

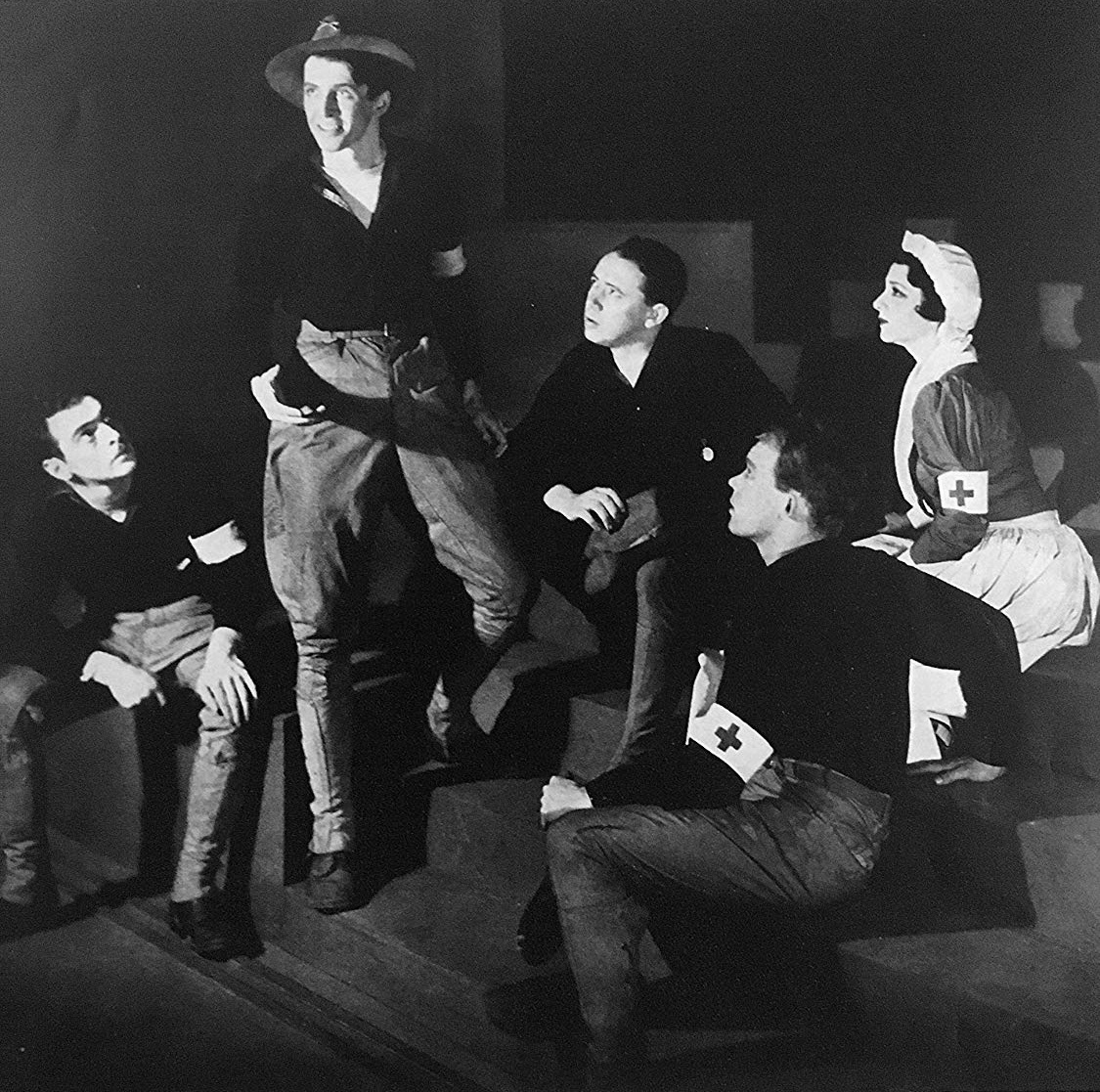
Od lewej: Sam Levene, Stewart, Eddie Acuff, McCormick i Katherine Wilson w sztuce Yellow Jack (1934)

James Stewart debiutował na scenie rolą Buqueta w spektaklu The Wolves (1928) w okresie nauki w Mercersburg Academy. W 1932 występował w rolach epizodycznych w teatrze repertuarowym University Players. Przeprowadziwszy się do Nowego Jorku, 29 października 1932 zadebiutował na Broadwayu w sztuce Carry Nation. Niespełna dwa miesiące później, 28 grudnia wystąpił w komedii Goodbye Again, a jego rola szofera otrzymała przychylne oceny krytyków. Kolejne spektakle z udziałem aktora, w tym Spring in Autumn (1933) i All Good Americans (1933/1934), były granie nie dłużej jak miesiąc.
W 1934 otrzymał rolę sierżanta Johna O’Hary w dramacie Yellow Jack. Bohater kreowany przez Stewarta staje się przedmiotem eksperymentu z żółtą gorączką. Mimo pochlebnych ocen kreacji aktora, spektakl zdjęto z afisza po dwóch miesiącach. Kontynuację kariery teatralnej Stewarta stanowiły występy w sztukach We Die Exquisitely i All Paris Knows podczas letniego sezonu 1934, które wystawiano w Red Barn Theatre na Long Island. Na Broadway powrócił jesienią, grając w Divided by Three (1934), Page Miss Glory (1934/1935) oraz A Journey By Night (1935).
| Rok (sezon) | Tytuł                          | Rola                 | Teatr                   | Źr              |
| ----------- | ------------------------------ | -------------------- | ----------------------- | --------------- |
| 1928        | The Wolves                     | Buquet               | b.d                     | [ 152 ] [ 153 ] |
| 1932        | Carry Nation                   | Constable Gano       | Biltmore Theatre        | [ 160 ]         |
| 1932–1933   | Goodbye Again                  | szofer               | Theatre Masque          | [ 161 ]         |
| 1933        | Spring in Autumn               | Jack Brennan         | Henry Miller’s Theatre  | [ 162 ]         |
| 1933–1934   | All Good Americans             | Johnny Chadwick      | Henry Miller’s Theatre  | [ 163 ]         |
| 1934        | Yellow Jack                    | sierżant John O’Hara | Martin Beck Theatre     | [ 164 ]         |
| 1934        | We Die Exquisitely             | b.d                  | Red Barn Theatre        | [ 165 ]         |
| 1934        | All Paris Knows                | b.d                  | Red Barn Theatre        | [ 165 ]         |
| 1934        | Divided By Three               | Teddy Parrish        | Ethel Barrymore Theatre | [ 166 ] [ 167 ] |
| 1934–1935   | Page Miss Glory                | Ed Olsen             | Mansfield Theatre       | [ 166 ] [ 168 ] |
| 1935        | A Journey By Night             | Carl                 | Shubert Theatre         | [ 169 ]         |
| 1947–1948   | Harvey                         | Elwood P. Dowd       | 48th Street Theatre     | [ 170 ]         |
| 1970        | Harvey                         | Elwood P. Dowd       | ANTA Theatre            | [ 171 ]         |
| 1975        | A Gala Tribute to Joshua Logan | on sam               | Imperial Theatre        | [ 172 ]         |